# Centre d'art contemporain de Meymac
Pour les articles homonymes, voir Centre d'art contemporain (homonymie).
Le centre d'art contemporain de Meymac est un CAC implanté dans l'une des ailes de l'abbaye Saint-André de Meymac, ancienne abbatiale bénédictine située sur la commune de Meymac, aux portes du plateau de Millevaches, dans le département de la Corrèze.
Au printemps 2022, le CAC de Meymac obtient le label CACIN (Centre d'art contemporain d'intérêt national).

## Présentation
Créé en 1979 par deux passionnés d'art contemporain, Caroline Bissière, et Jean-Paul Blanchet, le centre a pour objectif de diffuser la création contemporaine, principalement dans le domaine des arts plastiques.
En 1992, à l'initiative du centre, une sculpture monumentale de Robert Jacobsen, surplombant l'avenue Limousine, a été installée sur l'esplanade qui entoure l'abbaye.
Le centre fait partie du réseau CINQ/25, réseau d'art contemporain en Limousin, devenu le réseau Arts plastiques et visuels en Nouvelle-Aquitaine (ASTRE) dans le cadre de la nouvelle région. Il reçoit également des artistes en résidence et possède un service pédagogique qui propose des visites guidées.

## Activités
Le centre organise des expositions temporaires — depuis quelques années à raison de trois par an —, mais ne possède pas de collection. La saison débute avec une exposition organisée dans le cadre du Printemps de Haute Corrèze ; l'été est l'occasion d'une grande exposition monographique ou thématique qui occupe tout le bâtiment ; l'automne voit s'installer l'exposition collective « Première » qui, depuis 1995, présente chaque année une sélection de jeunes artistes diplômés des écoles d’art de Bourges, Limoges et Clermont-Ferrand.

### Expositions

#### Expositions personnelles et/ou monographiques
(Par ordre alphabétique)
- John M. Armleder[7]
- Anne Barbier[8]
- Jérôme Basserode[9]
- Étienne Bossut
- François Bouillon[10]
- Louis Cane
- Yves Caro[11]
- Patrice Carré[12]
- Vincent Corpet
- Henri Cueco[13]
- Marinette Cueco
- Éric Duyckaerts[14]
- Jörg Immendorff
- Albert Irvin[15]
- Christian Jaccard
- Robert Jacobsen[16]
- Peter Klasen
- Chrystèle Lerisse[17]
- Saverio Lucariello[18]
- Markus Lüpertz
- Brigitte Nahon[19]
- Andreas Schulze[8]
- Ernesto Tatafiore
- Jean-Pierre Uhlen[20]

#### Expositions saisonnières
- 2023[21] :
  - Printemps : « Pays-Bas, l'autre pays des beaux-arts »
  - Été : « Des univers silencieux », Pierre Buraglio, Roland Cognet, Aurore Pallet, Julia Scalbert
  - Automne-hiver : 
    - « Didier Mencoboni, une exposition de peintures »
    - « Derrière les carreaux », avec les œuvres d'Olivier Garraud
    - « Première (29e édition) »
- 2022[22] :
  - Printemps : « Images d'un monde numérisé »
  - Été : « Varia », une approche subjective de la création contemporaine
  - Automne-hiver : 
    - Jérémy Liron[23]
    - « Première (28e édition) », dans le cadre de la saison France-Portugal
- 2021[24] :
  - Printemps : « Nourrir le corps nourrit l'esprit »
  - Été : « Un goût de vacances, des saveurs d'été »
  - Automne-hiver : 
    - Hélène Delépine, Lise Stoufflet[23], Romain Ruiz-Pacouret
    - « Première (27e édition) »
- 2020[25] :
  - Printemps : « Pays-Bas, l’autre pays des beaux-arts »[26]
  - Été : « Où est la différence ? »[25],[27]
  - Automne-hiver
    - « Thomas Vergne, l'absolu de la peinture »
    - « Piotr Klemensiewicz »[23]
    - « Maxime Thoreau, un ensemble de sculptures, dessins et photographies »
    - « Première (26e édition) »
- 2019[28] :
  - Printemps : « Figures de l’animal », une exposition dédiée à la faune
  - Hors-les-murs : « Le mouvement Supports/Surfaces et ses proches », au Tam Tsinghua University - Art Museum à Pékin
  - Été : « Le réel est une fiction, seule la fiction est réelle », exposition anniversaire des 40 ans[29]
  - Automne-hiver :
    - « Première (25e édition) »
    - « Vendange tardive 2019 », une exposition de Chamalot-Résidence d'artistes avec Oscar Malessene, Émilie Picard et le duo We Are The Painters[30]
    - Gabriel Garcia[23] : « La dérive »
    - Nuno Lopes Silva
- 2018 :
  - Printemps : « Variation portugaise »[31]
  - Été : « De fil ou de fibre »[31]
  - Automne : « Vendange tardive 2018 »[31], Nazanin Pouyandeh et Simon Pasieka
- 2017 :
  - Printemps :
    - « Le sport est un art »[32]
    - « Une résidence en résidence, Les Arques à Meymac »[32]

  - Été : « Un monde in-tranquille »[32]
  - Automne-hiver :
    - « Première 2017 »[32]
    - « Vendange tardive 2017 »[32], avec Antoine Carbonne, Benoît Géhanne, Johan Larnouhet, Jérémy Liron et Aurore Pallet
    - « Marie-France Uzac »[32]
- 2016 :
  - Printemps[33] :
    - « Tous Belges ! », dans le cadre du festival Les Printemps de Haute-Corrèze
    - « Made in Seoul », dans le cadre de l’Année France-Corée 2015-2016 initiée par l’Institut français

  - Été : « Non figuratif : un regain d’intérêt ? »[33]
- 2015 :
  - Printemps : « L’arbre, le bois, la forêt : lieux du mythe, du fantasme, de la peur, supports de l’imaginaire »[34]
  - Été : « Constructeurs d’absurde, bricoleurs d’utopie »[34]
  - Hiver : « Vendange tardive 2015 »[34], avec Giulia Andreani, Julien Beneyton, Marion Charlet, Nicolas Nicolini, Sinyoung Park
- 2014 : 
  - Printemps : « Japon »[35]
  - Été : « Les esthétiques d’un monde désenchanté »[35]
- 2013 : 
  - Printemps : « Pensé(z) cinéma »[36]
  - Été : « Limousin, l’exception culturelle : arts plastiques, arts du feu, arts tissés, design »[36]
- 2012 :
  - Printemps : « Africa / Africa »[37]
  - Été : « Christian Jaccard, Agrégations »[37]
- 2011 :
  - Printemps : « Femme objet, Femme sujet »[38]
  - Été : « Le grand rocher / Laurent Le Deunff »[38]
  - Automne : 
    - « Et si l’espace n’était qu’une dimension intérieure »[38]
    - « Première (17e édition) »[38],[39]
- 2010 :
  - Printemps : « Artistes russes : Un art au superlatif »[40]
  - Été : « Louis Cane, artiste peintre »[40]
  - Automne : « Première (16e édition) »[40],[39]
- 2009 : « "Pas nécessaire et pourtant indispensable". 1979-2009 : 30 ans d’art contemporain à Meymac »
- 2008 :
  - Printemps : « Outrans’Atlantiques »[41]
  - Été : « Lieux de vie »[42]
- 2007 :
  - Printemps[43] :
    - « La Fondation Colas "hors les murs" »
    - « Olivier Masmonteil », « Claude Roucard »

  - Été[43] : « Je est il, Je sont ils ? »
  - Automne[43] : « Première (13e édition) »
- 2006 :
  - Hiver-Printemps[44] : « Noir c’est la vie... »
  - Été[44] : « Peter Klasen »
- 2005 :
  - Printemps[45] : 
    - « De natura »
    - « Wilfrid Almendra », « Marinette Cueco »

  - Été[45] : « (…) Et Le canard était toujours vivant »
  - Automne[45] : « Première (11e édition) »
- 2004 :
  - Hiver-Printemps[46] : 
    - « Zeng Hao », « Yin Qi »
    - « Première (9e édition) »

  - Été[46] : « Grotesque, burlesque, parodie »
  - Automne-Hiver[46] :
    - « Première (10e édition) »
    - « Hugues Allamargot, Anne Brégeaut, Laetitia Carton et Luc Léotoing »
- 2003 :
  - Hiver-Printemps[47] :
    - « Première (8e édition) »
    - « Véronique Rizzo »

  - Été[47] : « Peintures », Sylvie Fajfrowska ; Damien Cabanes ; Marc Desgrandchamps ; Sylvie Fanchon ; Didier Mencoboni
  - Automne[47] : « Ma petite entreprise »
- 2002 :
  - Printemps[48] :
    - « Première (7e édition) »
    - « Luc Adami et Lilian Bourgeat : Dialogue »
    - « Daniel Firman », « Vincent Corpet »

  - Été[48] : « Récits »
- 2001 :
  - Toute l'année[49] : « Artistes invités : Luc Adami et Lilian Bourgeat »
  - Hiver-Printemps[49] : « Il ne faut pas se fier aux apparences, un train peut en cacher un autre », sélection d’œuvres du Frac Languedoc-Roussillon
  - Printemps[49] :
    - « Philippe Mailhes », « Jérôme Boutterin »
    - « Le monde est ma maison »

  - Été-Automne[49] : « Ambiance Magasin »
- 2000 :
  - Toute l'année[50] : « Artiste invitée : Delphine Coindet »
  - Hiver-Printemps[50] :
    - « Mohammed El Baz »
    - « Sous l’écran pur de la peinture, la mémoire joue son théâtre d’ombres », choix d’œuvres de la collection du Frac Bourgogne

  - Été-Automne[50] : « Julian Opie »
  - Automne-Hiver[50] :
    - « Isabelle Champion-Métadier »
    - « Première (6e édition) »
- 1999 :
  - Toute l'année[51] : « Artiste invité : Stéphane Magnin »
  - Printemps[51] : « Rue Louise Weiss »
  - Été[51] : « Tendance »
  - Automne-Hiver[51] :
    - « Philippe De Gobert »
    - « Première (5e édition) »
- 1998 :
  - Printemps : « L’étonnante gravité des choses simples »[52]
  - Automne : « Première (4e édition) »[39]
- 1997 (Automne) : « Première (3e édition) »[53]
- 1996 : 
  - Printemps : « Paysages photographiques »[54]
  - Été : « Gérard Garouste, Élisabeth Garouste & Mattia Bonetti »[55]
  - Automne : « Première (2e édition) »[53]
- 1995 :
  - Automne : « Première (1re édition) »[53]
- 1994 : « Bifurcations »
- 1991 : « Aspect de l’art au XXe siècle. L’œuvre reproduite : Bidlo, Levine, Pettibone, Sturtevant, Taaffe »
- 1990 :
  - Printemps[56]:
    - « Les aborigènes »
    - « François Bouillon "Depuis 20 ans j’ai fait des choses éparses. Maintenant les pièces du puzzle se mettent en place" »
    - « Claude Lévêque », « Bernard Quesniaux »

  - Été[56] : « Un art de la distinction ? »
- 1989 :
  - Printemps[57]: « Grandes largeurs : la collection du FRAC Limousin »
  - Juin[57] :
    - « Patrice Carré », « Piotr Klemensiewicz », « Florence Valay »
    - « L’art au plus que parfait »

  - Été[57] : « Markus Lupertz, rétrospective 1964-1988 : le dithyrambe et après »
- 1988 : « Les années 80 : à la surface de la peinture »
- 1987 : « Les années 70, les années mémoire : archéologie du savoir et de l’être »
- 1986 : « La fin des années 60 : d’une contestation l’autre »
- 1985 : « Les années 50 : l’art abstrait »
- 1984 : « Le cinétisme : mouvement réel, mouvement suggéré »
- 1983 : « Hyperréalisme et trompe-l’œil : réalités objectives ou réalités illusoires »

### Calendrier de l'Avent
Sur sa façade qui donne sur l'avenue Limousine, le centre propose depuis 2005 un calendrier monumental de l'Avent qui s'affiche à travers les fenêtres de l'abbaye (une fenêtre s'allume chaque soir). Chaque année, la conception du calendrier est confiée à un artiste ; sa réalisation est financée, notamment, par une souscription.

#### Artistes
- 2005 : Sylvie Fajfrowska[59]
- 2006 : Anne Brégeaut
- 2007 : Virginie Barré[60]
- 2008 : Henri Cueco[61]
- 2009 : Julian Opie[62]
- 2010 : Glen Baxter[63]
- 2011 : Ernesto Tatafiore[64]
- 2012 : Simon Beer[65]
- 2013 : Martin Kasper[66]
- 2014 : Heidi Wood[67]
- 2015 : Alain Josseau[68] : les voyeurs
- 2016 : François Bouillon[69]
- 2017 : Marie-Claire Mitout[70],[71]
- 2018 : Patrick Rimoux[72],[73]
- 2019 : Gabriel Garcia[74]
- 2020 : Piotr Klemensiewicz[75]
- 2021 : Lise Stoufflet[24]
- 2022 : Jérémy Liron[22]
- 2023 : Lucien Murat[76]